# 藤岡裕大
藤岡 裕大（ふじおか ゆうだい、1993年8月8日 - ）は、岡山県岡山市中区出身のプロ野球選手（内野手）。右投左打。千葉ロッテマリーンズ所属。

## 経歴

### プロ入り前
岡山市立操明小学校では小学校1年から操明スポーツ少年団でソフトボールを始め、岡山市立操南中学校では硬式の赤磐ベースボールクラブに所属した。
岡山理大附高校に進学後、1年秋から三塁手のレギュラーを獲得し、強肩を活かし投手としても活躍した。同期の柴田竜拓と三遊間を組み、3年夏の岡山県大会準々決勝では渡邊雄貴を擁する関西高校と対決し、先頭打者本塁打を放った。8回のピンチでマウンドに上がるも同点打を許し、9回には勝ち越し打を打たれ1-2で敗戦した。
亜細亜大学に進学後は、1年春から三塁手のレギュラーとして活躍。1年春、3年秋、4年秋に三塁手でベストナインを受賞、3年秋には打率.380を記録し首位打者を獲得した。4年秋にはリーグ史上23人目の100安打を達成するなど、東都大学リーグ6度の1部リーグ優勝に貢献（1年春～3年春、4年秋）。全国大会でも全日本大学野球選手権大会では2度の準優勝（1年春、2年春）、明治神宮野球大会では2度の全国制覇（2年秋、4年秋）に貢献した。
2年時には第39回日米大学野球選手権大会日本代表に選出。このとき、のちに千葉ロッテでチームメイトとなる三木亮、中村奨吾、岡大海と同時出場を果たしている。4年時にも2015年夏季ユニバーシアード野球日本代表に選出され、ドラフトでも指名有力視されたが指名漏れとなった。リーグ通算、97試合、打率.296（351-104）、7本塁打33打点、17盗塁。大学には2学年先輩に嶺井博希、九里亜蓮（高校も同じ岡山理大附属）、1学年先輩に山﨑康晃、薮田和樹（高校も同じ岡山理大附属）、大下佑馬、同期に板山祐太郎、1学年後輩に宗接唯人、木浪聖也、2学年後輩に髙橋遥人、北村拓己がいた。なお、宗接とは後にチームメイトとなる。
トヨタ自動車入社後、1年目は同じポジションに1年先輩の源田壮亮がいたために、出場機会を増やすために外野手に転向した。第87回都市対抗野球大会では「1番・右翼手」を任され、初戦の七十七銀行戦では5打数4安打の活躍を見せるなど、全国制覇に貢献。若獅子賞に輝き、大会の優秀選手に選ばれた。2年目はドラフトで埼玉西武ライオンズに指名された源田が抜けた穴を埋めるために遊撃手に再転向し、第88回都市対抗野球大会では初戦の九州三菱自動車戦で延長12回、一死満塁から始まるタイブレークで谷川昌希からサヨナラ満塁本塁打を放った。秋には第28回BFAアジア選手権の社会人日本代表に選ばれた。第43回社会人野球日本選手権大会では全試合「3番・遊撃手」として、全国制覇に貢献した。
2017年10月26日に行われたドラフト会議では、千葉ロッテマリーンズから2位指名を受け、11月27日に契約金8000万円、年俸1430万円（金額は推定）という条件で契約し、「一流と呼ばれる選手になりたいです」と意気込みを語った。背番号は4。チームに同姓の藤岡貴裕がいたため、スコアボード表記は「藤岡裕」で、ユニフォームの背ネームは「Y.FUJIOKA」。なお、2018年7月27日に藤岡貴裕はトレードで北海道日本ハムファイターズへ移籍したため、ロッテにおいて藤岡姓の選手は1人だけとなった。

### ロッテ時代
2018年は、キャンプから同じ遊撃手の平沢大河とポジション争いを展開すると、オープン戦で好調を維持。3月31日の東北楽天ゴールデンイーグルスとの開幕戦（ZOZOマリンスタジアム）に「2番・遊撃手」として開幕から先発出場を果たした。また、同じくルーキーの菅野剛士も「6番・左翼手」で開幕から先発出場を果たした。ルーキー二人が開幕から先発出場したのは、1997年の小坂誠と清水将海以来、21年ぶりであった。試合では、初回のプロ初打席で則本昂大から左越え二塁打を放つなど3安打猛打賞の活躍を見せた。新人選手の開幕戦猛打賞は2009年・横浜ベイスターズの山崎憲晴以来11人目、球団では1997年の小坂以来21年ぶりとなった。4月15日の対福岡ソフトバンクホークス戦（鹿児島県立鴨池野球場）では7回無死無走者の打席で中田賢一から59打席目でプロ初本塁打を放った。8月21日の対西武戦（東京ドーム）でシーズン100安打に到達。新人での到達は、球団（前身の毎日などを含む）では2011年の伊志嶺翔大以来、7年ぶり9人目、ドラフト制後に限れば5人目となった。打撃に苦しみながらも、シーズンを通して全試合出場を果たし、打率.230、5本塁打、42打点、14盗塁、リーグ最多の26犠打を記録したが、パ・リーグ最優秀新人の投票は、有効投票258票中17票のみにとどまった。規定打席以上で、無走者時の相手投手の平均投球間隔の短かった選手が受賞するスピードアップ賞を受賞した。藤岡は12.0秒だった。オフの12月3日に2070万円増となる推定年俸3500万円で契約を更改した。
2019年は、右足膝窩筋腱炎で春季キャンプから二軍調整となったが、3月8日に一軍に合流すると、平沢とのポジション争いを制し、3月29日に行われた楽天との開幕戦（ZOZOマリン）に「9番・遊撃手」で出場。2年続けて開幕スタメンに名を連ねた。しかし、5月21日のオリックス・バファローズ戦（京セラドーム大阪）で途中交代し、右大腿二頭筋肉離れと診断され、翌日に出場選手登録を抹消された。6月14日に一軍に復帰するも、7月19日の日本ハム戦の試合前練習で右足を痛め、同20日に札幌市内の病院で右大腿二頭筋損傷と診断され、再び登録を抹消された。9月1日のオリックス戦（ZOZOマリン）で再び一軍に復帰し、「8番・遊撃手」で先発出場すると、自身の失策で同点に追いつかれるも、直後に近藤大亮から決勝の1号勝ち越し本塁打を放つなど、9月は月間打率.353と活躍したが、怪我に悩まされるシーズンとなった。最終的に、81試合の出場で打率.264、2本塁打、21打点の成績を残した。オフの11月28日に現状維持となる推定年俸3500万円で契約を更改した。
2020年は、新入団の福田光輝、鳥谷敬らとのポジション争いを制し、6月19日のソフトバンクとの開幕戦（福岡PayPayドーム）に「9番・遊撃手」で出場。3年続けて開幕スタメンとなった。「9番・遊撃手」として出場した8月27日の楽天戦（楽天生命パーク）では、チーム唯一の安打を放ち、ノーヒットノーランを免れた。9番打者の安打だけでチームの無安打を阻止したのは2005年4月10日に日本ハムの中嶋聡がロッテの小林宏之からチーム全安打（2安打）を記録して以来、15年ぶりの出来事であった。この年も正遊撃手として出場を続け、チームの優勝争いを支えていた。だが、10月6日に荻野貴司、角中勝也、清田育宏ら複数の主力選手とともに新型コロナウイルスに感染したことが明らかになり、出場選手登録を抹消された。10月20日に一軍に復帰すると、11月8日の西武戦（ZOZOマリン）では決勝の4号本塁打を放つなど11月は月間打率.364と活躍し、チーム13年ぶりの2位・4年ぶりのクライマックスシリーズ出場に貢献した。クライマックスシリーズ出場を決めた翌日には一軍復帰後も、頭痛や嗅覚障害など、新型コロナウイルスの後遺症を残したままプレーしていたと報じられた。クライマックスシリーズでは第1戦・第2戦ともに「9番・遊撃手」として出場したが、5打数1安打に終わった。オフの12月20日に現状維持となる推定年俸3500万円で契約を更改した。
2021年は、開幕遊撃手こそ鳥谷敬に明け渡すも、その後は例年通り正遊撃手として起用された。しかし、新外国人野手であるアデイニー・エチェバリアの遊撃手定着により、後半戦からは三塁手としての出場が多くなったが、ルーキーイヤー以来の規定打席到達。球団の2年連続2位に貢献した。オフの12月20日に2750万円増となる推定年俸6250万円で契約を更改した。
2022年は、3月25日に行われた楽天との開幕戦（楽天生命パーク宮城）に「7番・遊撃手」で出場したが、開幕直後から脇腹痛を抱え、打率.129と不振に苦しみ4月22日に登録抹消となる。当初は右脇腹肉離れと診断されていたが一向に痛みが引かず、登録抹消から1か月経ってから肋骨骨折が判明した。最終的にこの年はキャリアワーストとなる28試合の出場に終わった。オフの12月13日に1250万円減となる推定年俸5000万円で契約を更改した。
2023年は、3月31日に行われたソフトバンクとの開幕戦（福岡PayPayドーム）に「8番・遊撃手」で出場。6月10日の対広島東洋カープ戦（ZOZOマリンスタジアム）で4-4の同点で迎えた9回一死二・三塁の打席で栗林良吏から自身初のサヨナラ安打、9月5日の対ソフトバンク戦（福岡PayPayドーム）では4回二死二塁の打席でカーター・スチュワートから2021年9月1日以来の本塁打となる2点本塁打を放った。10月16日のソフトバンクとのクライマックスシリーズのファーストステージ第三戦（ZOZOマリンスタジアム）では10回裏無死一・二塁の状況で同点3点本塁打を放ち、見事チームをファイナルステージへの進出へと導き、「幕張の奇跡」と呼ばれる試合となった。オフの12月5日に3000万円増となる推定年俸8000万円で契約を更改し、併せて背番号を7に変更することが発表された。
2024年は、開幕から二塁手として出場していたが、4月6日に左太腿裏の張りで登録を抹消される。4月19日に一軍に合流したが、5月19日に右肩痛で再び登録抹消となる。6月14日に一軍復帰を果たすと、翌15日の中日ドラゴンズ戦（ZOZOマリンスタジアム）では貴重な本塁打を放ち、チームは連敗を5で止めた。コンディション不良で3度の登録抹消があり、最終的に90試合の出場で打率.256、5本塁打、29打点の成績でシーズンを終えた。

## 選手としての特徴・人物
“走攻守”三拍子が揃う内野手。逆方向への打撃が巧みで、2018年には最多犠打を記録するなど主に打線のつなぎ役を担う。守備では遠投120mの強肩を誇り、外野もこなせるユーティリティープレイヤー。走塁では50mを5秒95で駆け抜ける俊足が持ち味。
愛称は「フジ」。
大学4年時のドラフトで指名漏れを経験しており、その直後に行われた練習ではショックから気持ちが入らないまま参加したが、最後にチームメイトから「頑張れ頑張れ藤岡！」のコールが送られ、藤岡を慰めたという。藤岡は「監督の発案だったようですが、本当に嬉しかったです。そこで気持ちが切り替わりました」と語っている。
2025年シーズンよりキャプテンを務める。

## 詳細情報

### 年度別打撃成績
| 年 度     | 球 団     | 試 合 | 打 席 | 打 数 | 得 点 | 安 打 | 二 塁 打 | 三 塁 打 | 本 塁 打 | 塁 打 | 打 点 | 盗 塁 | 盗 塁 死 | 犠 打 | 犠 飛 | 四 球 | 敬 遠 | 死 球 | 三 振 | 併 殺 打 | 打 率 | 出 塁 率 | 長 打 率 | O P S |
| --------- | --------- | ----- | ----- | ----- | ----- | ----- | -------- | -------- | -------- | ----- | ----- | ----- | -------- | ----- | ----- | ----- | ----- | ----- | ----- | -------- | ----- | -------- | -------- | ----- |
| 2018      | ロッテ    | 143   | 611   | 535   | 58    | 123   | 15       | 5        | 5        | 163   | 42    | 14    | 13       | 26    | 1     | 44    | 1     | 5     | 97    | 9        | .230  | .294     | .305     | .599  |
| 2019      | ロッテ    | 81    | 278   | 250   | 36    | 66    | 14       | 1        | 2        | 88    | 21    | 3     | 1        | 10    | 2     | 16    | 0     | 0     | 33    | 4        | .264  | .306     | .352     | .658  |
| 2020      | ロッテ    | 106   | 370   | 314   | 34    | 72    | 11       | 2        | 4        | 99    | 33    | 8     | 2        | 16    | 2     | 36    | 1     | 1     | 60    | 5        | .229  | .309     | .315     | .624  |
| 2021      | ロッテ    | 137   | 493   | 432   | 41    | 110   | 21       | 3        | 3        | 146   | 37    | 10    | 3        | 18    | 1     | 40    | 2     | 2     | 95    | 7        | .255  | .320     | .338     | .658  |
| 2022      | ロッテ    | 28    | 81    | 68    | 4     | 12    | 2        | 0        | 0        | 14    | 1     | 0     | 0        | 5     | 1     | 7     | 0     | 0     | 17    | 0        | .176  | .250     | .206     | .456  |
| 2023      | ロッテ    | 93    | 380   | 310   | 34    | 86    | 20       | 0        | 1        | 109   | 22    | 7     | 2        | 10    | 2     | 54    | 1     | 4     | 66    | 4        | .277  | .389     | .352     | .741  |
| 2024      | ロッテ    | 90    | 369   | 312   | 31    | 80    | 13       | 1        | 5        | 110   | 29    | 0     | 0        | 7     | 2     | 46    | 1     | 2     | 58    | 4        | .256  | .354     | .353     | .706  |
| 通算：7年 | 通算：7年 | 678   | 2582  | 2221  | 238   | 549   | 96       | 12       | 20       | 729   | 185   | 42    | 21       | 92    | 11    | 243   | 1     | 14    | 426   | 33       | .247  | .324     | .328     | .652  |

- 2024年度シーズン終了時
- 各年度の太字はリーグ最高

### 年度別守備成績
| 年 度 | 球 団  | 二塁 | 二塁  | 二塁  | 二塁  | 二塁  | 二塁     | 三塁  | 三塁  | 三塁  | 三塁  | 三塁  | 三塁     | 遊撃  | 遊撃  | 遊撃  | 遊撃  | 遊撃  | 遊撃     |
| 年 度 | 球 団  | 試合 | 刺 殺 | 補 殺 | 失 策 | 併 殺 | 守 備 率 | 試 合 | 刺 殺 | 補 殺 | 失 策 | 併 殺 | 守 備 率 | 試 合 | 刺 殺 | 補 殺 | 失 策 | 併 殺 | 守 備 率 |
| ----- | ------ | ---- | ----- | ----- | ----- | ----- | -------- | ----- | ----- | ----- | ----- | ----- | -------- | ----- | ----- | ----- | ----- | ----- | -------- |
| 2018  | ロッテ | -    | -     | -     | -     | -     | -        | -     | -     | -     | -     | -     | -        | 143   | 227   | 419   | 14    | 77    | .979     |
| 2019  | ロッテ | -    | -     | -     | -     | -     | -        | 1     | 0     | 0     | 0     | 0     | ----     | 81    | 134   | 201   | 7     | 41    | .980     |
| 2020  | ロッテ | -    | -     | -     | -     | -     | -        | -     | -     | -     | -     | -     | -        | 105   | 159   | 274   | 6     | 49    | .986     |
| 2021  | ロッテ | -    | -     | -     | -     | -     | -        | 74    | 44    | 76    | 3     | 8     | .976     | 93    | 121   | 225   | 6     | 41    | .983     |
| 2022  | ロッテ | -    | -     | -     | -     | -     | -        | 1     | 1     | 1     | 0     | 0     | 1.000    | 26    | 31    | 60    | 2     | 7     | .978     |
| 2023  | ロッテ | -    | -     | -     | -     | -     | -        | -     | -     | -     | -     | -     | -        | 88    | 138   | 231   | 6     | 58    | .984     |
| 2024  | ロッテ | 90   | 177   | 234   | 5     | 35    | 0.988    | -     | -     | -     | -     | -     | -        | -     | -     | -     | -     | -     | -        |
| 通算  | 通算   | 90   | 177   | 234   | 5     | 35    | 0.988    | 76    | 45    | 77    | 3     | 8     | .976     | 536   | 810   | 1410  | 41    | 273   | .982     |

- 2024年度シーズン終了時
- 各年度の太字はリーグ最多

### 表彰
- スピードアップ賞：1回（打者部門：2018年）

### 記録
初記録
- 初出場・初先発出場：2018年3月30日、対東北楽天ゴールデンイーグルス1回戦（ZOZOマリンスタジアム）、「2番・遊撃手」で先発出場
- 初打席・初安打：同上、1回裏に則本昂大から左越二塁打
- 初打点：2018年4月1日、対東北楽天ゴールデンイーグルス3回戦（ZOZOマリンスタジアム）、3回裏に池田隆英から右前適時打
- 初本塁打：2018年4月15日、対福岡ソフトバンクホークス1回戦（鹿児島県立鴨池野球場）、7回表に中田賢一から左越ソロ
- 初盗塁：2018年4月19日、対オリックス・バファローズ6回戦（ZOZOマリンスタジアム）、1回裏に二盗（投手：田嶋大樹、捕手：若月健矢）

### 背番号
- 4（2018年[10] - 2023年）
- 7（2024年[40] - ）

### 登場曲
- 「Follow Me」Hardwell（2018年 - ）
- 「Hold On To You」Omnia（2023年 - ）偶数打席

### 代表歴
- 第39回日米大学野球選手権大会日本代表
- 2015年夏季ユニバーシアード野球日本代表
- 第28回BFAアジア選手権